# Mebon occidental

Le Mebon occidental - aussi « Mébon occidental » - (Khmer : ប្រាសាទមេបុណ្យខាងលិច) est un temple à Angkor, Cambodge, situé au centre du Baray occidental (8 km x 2,1 km), plus grand réservoir de la zone d'Angkor. De grands travaux de restauration ont été réalisés de 2013 à 2018 pour une totale remise en valeur du site et pour une meilleure compréhension de son histoire.

## Histoire et description

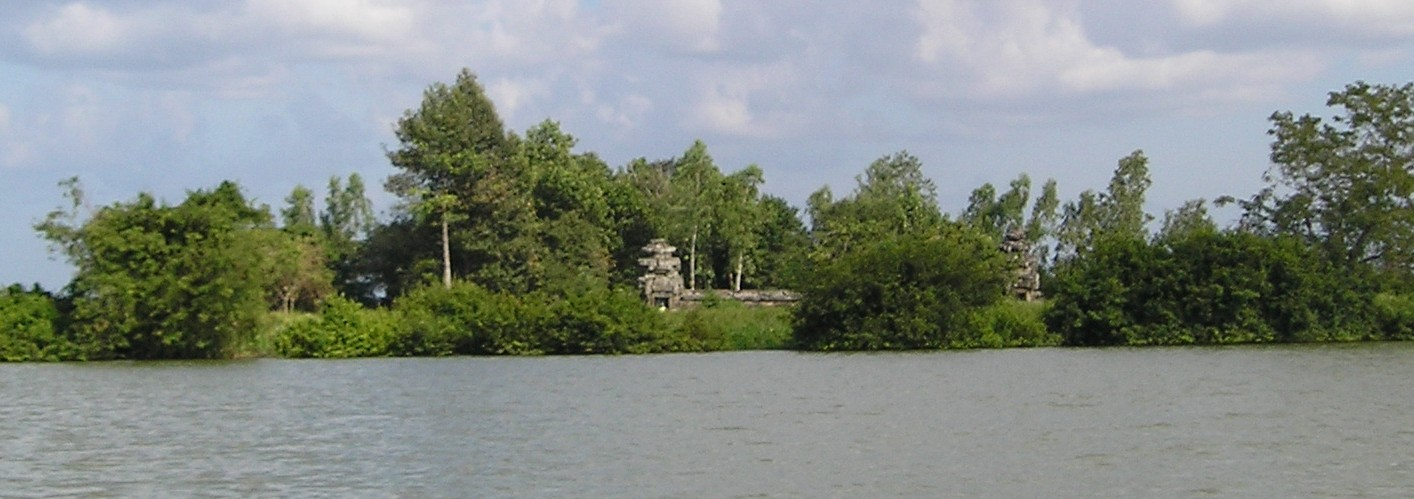
Le temple du Mebon occidental entouré par les eaux du Baray occidental (2007)

La date exacte de construction du temple n'est pas connue. Cependant, tout semble indiquer que la construction a débuté au XIe siècle sous le règne du roi Suryavarman Ier ou Udayādityavarman II. 

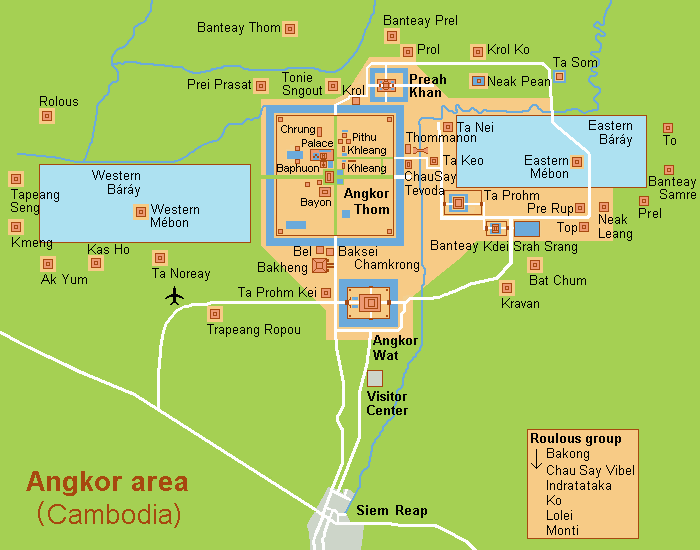
Le Mebon occidental au centre du Baray occidental.

Le seul culte connu aujourd'hui dans ce temple est un culte à Vishnou. 
Les architectes khmers entouraient généralement de fossés emplis d’eau les temples, représentant ainsi symboliquement la mer de la création, de rite hindou. 
Le temple a été construit sur les bases d’un plan carré enserrant un bassin qui en recouvre la quasi-totalité. 
Les côtés de ce carré mesurent environ 90 mètres. 

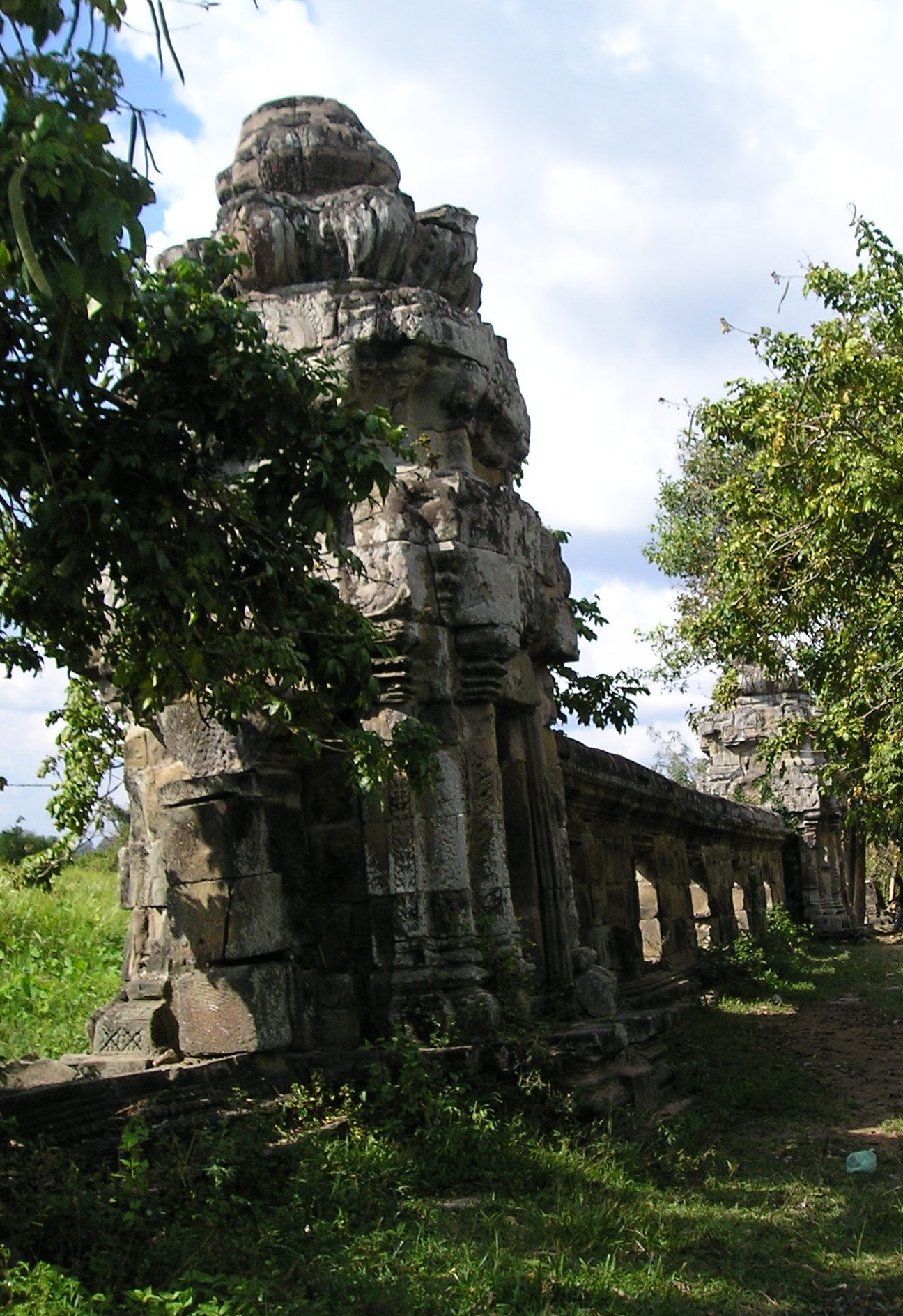
Mur Est et gopura. 2OO7

Chaque côté est couvert d'une enceinte percée de trois portes (gopura) monumentales en forme de tours, couronnées de fleurs de lotus, le tout construit en blocs de grès. 
Au centre du bassin intérieur du temple se trouve une plateforme en pierre sur laquelle ont été découverts les fragments monumentaux du grand Vishnou de bronze, actuellement conservé au Musée national du Cambodge, à Phnom Penh. 
La plate-forme, lieu de culte, est reliée au gopura central Est par un pont de blocs de grès. Un sanctuaire central, d'après les archéologues, aurait pu être bâti sur la plate-forme, une structure de relativement faible importance.
Aujourd'hui, seuls restent la plate-forme et une grande partie du mur Est et ses portes. Les autres murs ont en grande partie disparu, mais leurs contours restent visibles lorsque les eaux du Baray sont basses.
En saison sèche, aujourd'hui, le temple est accessible par voie terrestre. 
En saison des pluies, les eaux montent le long des 8 kilomètres par 2 kilomètres du Baray occidental, cependant le temple n’est pas englouti car situé en un lieu plus élevé que le plancher du Baray. Le temple devient alors une île. Le Mebon occidental, ainsi situé au milieu d’eaux si vastes qu'elles peuvent ressembler à une véritable mer, revêt un symbolisme religieux extrêmement important.

## Découverte du grand Vishnou couché

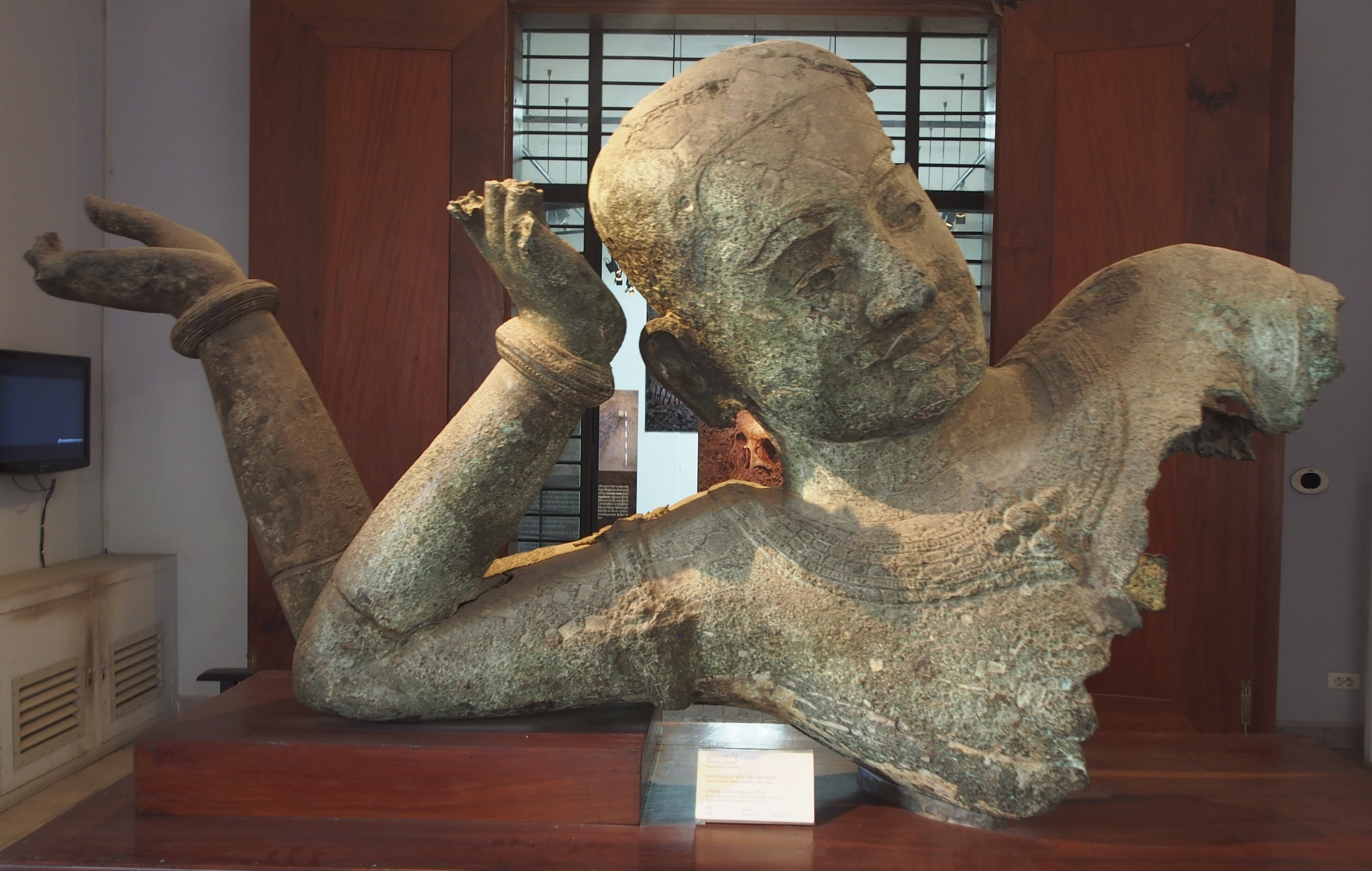
Buste du grand Vishnou couché au musée national du Cambodge

A la fin du XIIIe siècle, le diplomate chinois Zhou Daguan visite Angkor et écrit que le Mébon occidental ainsi que le temple au centre du Baray oriental (grand réservoir symétrique au baray occidental par rapport à la ville d'Angkor Thom) détiennent de grandes sculptures de Bouddha qui ont la particularité que de leur nombril de l'eau jaillit. De nombreux chercheurs pensent aujourd’hui que Zhou a confondu la statue de Vishnou avec une représentation de Bouddha.
En 1936, un villageois rêve  qu’une statue de Bouddha est enterrée dans le Mébon occidental et souhaite la libérer du sol. Le conservateur d’Angkor, Maurice Glaize, mène alors des fouilles subséquentes et découvre des tuyaux de bronze ainsi que la plus grande sculpture de bronze d’art khmer connue à ce jour, une statue en morceaux qui mesurait à l'origine de 5 à 6 mètres de long. C’est une sculpture représentant le dieu hindou Vishnou couché sur le naga Ananta, sommeillant sur l'océan primordial ; il médite à propos de la création du monde à venir et, à son réveil, un lotus d'or s'élève de son nombril, fleur où émerge le Dieu Brahma, prélude à la création d'un nouvel univers,. Les archéologues supposent qu'ainsi  l'eau aurait pu jaillir de cette statue du dieu, allongé dans la pose du délassement au centre du sanctuaire. 
Ce site est donc unique pour cette raison. « Il est lié à une véritable mise en scène de ritualisation de l’eau, un volet plus méconnu d’Angkor, moins monumental mais tout aussi majeur. »
Cette statue colossale est aujourd'hui composée d'un buste long de 2,2 mètres en bon état  (tête du dieu, haut de son torse et ses deux bras droits), d'une quarantaine de gros fragments et de plusieurs centaines de petits fragments,. Seul 25 à 30 % de la statue originale subsiste précise Pierre Baptiste du musée Guimet,  
En 2024 et 2025, le Vishnu du Mébon occidental fait l’objet d’une coopération en vue de son étude et de sa restauration entre le musée national du Cambodge, le musée national des arts asiatiques - Guimet, le Centre de recherche et de restauration des musées de France (C2RMF) et l'École française d’Extrême-Orient (EFEO). 
Le Grand Vishnu est ensuite accueilli avec 126 pièces de l'art du bronze au Cambodge du IXe siècle à nos jours généreusement prêtées par le musée national du Cambodge pour l'exposition "Bronzes royaux d'Angkor, art du divin" au Musée Guimet du 30 avril au 8 septembre 2025,.

## Travaux de restauration
Après plusieurs campagnes de mise en sécurité, une vaste entreprise de restauration de l'ensemble du site a été entreprise en 2012 sous la responsabilité de Pascal Royère et s'est conclue en mai 2018.